# Alessandro Faedo
Alessandro Carlo Faedo (Chiampo, 18 novembre 1913 – Pisa, 16 giugno 2001) è stato un matematico e politico italiano.

## Biografia
Conosciuto anche come Sandro Faedo, è stato Professore emerito nell'Università degli studi di Pisa e presidente emerito del Consiglio Nazionale delle Ricerche ed è ricordato, tra l'altro, come colui che istituì il primo corso di laurea in scienze dell'informazione all'Università di Pisa nel 1969.
Faedo si laureò in Matematica con Leonida Tonelli nel 1936, all'Università di Pisa quale allievo della Scuola Normale Superiore e divenne assistente a Roma, prima di Federigo Enriques e poi dello stesso Tonelli. Conseguì nel 1941 la libera docenza in analisi matematica.
Nel 1946 prese il posto di Tonelli (prematuramente scomparso) per la cattedra di analisi matematica a Pisa, prima come incaricato e poi come ordinario. Con le sue grandi capacità di organizzatore, innovatore e promotore ricostituì l'Istituto Matematico di Pisa portandolo a livello internazionale.
Nel 1953 venne nominato preside della Facoltà di scienze; dal 1954 al 1958 membro del comitato direttivo del Centro studi calcolatrici elettroniche (CSCE).
Dal 1958 al 1972 fu Rettore dell'Università di Pisa. In questo periodo promosse, avviò e potenziò gli studi di Informatica a Pisa, prima con l'istituzione del Centro Nazionale Universitario di Calcolo Elettronico (CNUCE) e poi fino ad istituire nel 1969 il corso di laurea in scienze dell'informazione, primo di questo genere in Italia.
Dal 1968 al 1972 è stato presidente della Conferenza permanente dei rettori delle università italiane.
Nel 1969, a Ginevra, ad un incontro dei rettori europei, ha promosso un appunto, ideato da Sofia Corradi, direttore scientifico della Conferenza dei rettori, che conteneva una prima idea del progetto Erasmus: «Lo studente, anche se non appartenente a famiglia residente all’estero, può chiedere di svolgere parte del suo piano di studio presso università straniere, presentandolo all’approvazione del Consiglio di Facoltà in preventivo. Il Consiglio di Facoltà potrà dichiarare l’equivalenza, che diventerà effettiva dopo che lo studente avrà prodotto la documentazione degli studi compiuti all’estero».
Dal 1972 al 1976 Faedo è stato presidente del Consiglio Nazionale delle Ricerche.
Durante la sua presidenza è stato costruito il satellite SIRIO (tuttora in orbita), per la ricerca sull'impiego di nuove gamme d'onda cortissime nelle telecomunicazioni, ed è stato dato l'avvio ai primi progetti finalizzati del CNR.
Faedo fu inoltre eletto alla carica di senatore della Repubblica nelle file della Democrazia Cristiana per due legislature (la VII e al VIII, dal 1976 al 1983). Come presidente della 7ª Commissione permanente del Senato (pubblica istruzione) diede l'avvio alle prime leggi di riforma delle università italiane.
Nel corso della sua carriera Faedo fu socio di molte Accademie scientifiche e Presidente dell'Accademia olimpica di Vicenza. Ricevette numerose onorificenze, tra cui quella di Cavaliere di Gran Croce dell'ordine al Merito della Repubblica Italiana e di officier de la Légion d'honneur.
Nel 2006 è stato inaugurato e dedicato alla sua memoria il Collegio Alessandro Faedo di Pisa, residenza universitaria destinata a ospitare allievi della Scuola Normale Superiore e della Scuola superiore Sant'Anna, attualmente unico edificio condiviso dalle due scuole d'eccellenza. Al suo nome è intitolato anche l'Istituto di scienza e tecnologie dell'informazione (ISTI-CNR) di Pisa.
Era padre dell'archeologa Lucia Faedo.